# Tenala
Tenala (finska: Tenhola) är en tätort och stadsdel samt före detta kommun i Raseborgs stad, Finland. Närmare bestämt ligger orten vid foten av Bromarvhalvön i regionen Västnylands sydvästra del. 
Folkmängden i kommundelen Tenala uppgick den 31 december 2012 till 761 invånare, landarealen utgjordes av 2,94  km² och folktätheten uppgick till 258,8 invånare/ km². Förutom den fast bosatta befolkningen, finns det även en betydande population fritidsboende och sommargäster. 
Befolkningen har genom tiderna varit övervägande svensktalande, det vill säga finlandssvenskar. År 1987 utgjorde finlandssvenskarna 86,96% av dåvarande Tenala kommuns befolkning. 
Två lokaltidningar konkurrerar om läsarna, Västra Nyland och Hangötidningen.

## Historia
Enligt vedertagen historieskrivning koloniserades kusttrakterna i södra Finland på 1100-talet av svenska nybyggare. Kustregionerna hade då stått sedan långliga tider relativt öde. Tenala församling omnämns första gången år 1329 och Tenala socken var jämte Karis de två äldsta kyrksocknarna i Västra Nyland, Tenala socken omfattade då hela Hangö udd. Bromarv blev kapellförsamling 1667 och avskildes som egen församling 1865. Från samma år tillkom Tenala kommun som var enspråkig svensk kommun fram till 1910. Den 31 december 1908 hade kommunen en landyta på 318,9 km², en folkmängd på 4 477 invånare och befolkningstätheten uppgick till 14,0 invånare/km². I början av 1988 då Tenala var fortfarande en egen kommun uppgick dess folkmängd till 2 991 invånare och kommunens totala areal utgjordes av 443,6 km².
Tenala utgjorde en självständig kommun fram till 1 januari 1993 då den inkorporerades med Ekenäs stad. En kommunsammanslagning hade tidigare skett den 1 januari 1977, då grannkommunen Bromarv (Bromarf) gick ihop med Tenala. Vid samma tidpunkt överflyttades en del av Tenala kommuns södra områden till Hangö stad. 
Vid årsskiftet 2008/2009 sammanlades, i sin tur, städerna Ekenäs, Karis och Pojo kommun till en ny kommun med namnet Raseborg.

## Samhällsservice och näringsliv
Samhällsservicen är relativt välordnad. Här finns bland annat bank, lanthandel, postombud, apotek, bibliotek, café (+ ett beställningscafé) , beställningsrestaurang , hälsogård (=vårdcentral) och ålderdomshem. Möjlighet till övernattning finns också på två ställen. Näringslivet i Tenala domineras av jord- och skogsbruk vartill kommer en rätt livlig småföretagarverksamhet.
Skolor
Här finns en svenskspråkig enhetlig grundskola, ”Höjdens Skola” (åk 1-9). Elevunderlag för en finskspråkig skola har, till dags dato, inte funnits.

## Kultur
Av föreningslivet på orten kan nämnas:
- ”Tenala Byarådsförening” är den lokala byaföreningen[7].
- ”Tenala idrottsförening (TIF)”, är en idrottsförening.
- ”Tenala ungdomsförening (TUF)”, är en ungdomsförening[8].
- ”Marthaföreningen”, är martharörelsens lokalavdelning.
- ”Föreningen Folkhälsan  i Tenala”.
- ”Tenala HOBK”, är en frivilligbrandkår.
- ”Tenala–Bromarf Företagare”, är en företagarförening med 143 medlemsföretag[9].

Evenemang
- Midsommarfirandet i Tenala inleds traditionsenligt på midsommaraftonens morgon, då den lövade majstången reses vid Bygdegården.
- En i en ria anlagd dansbana drar, ännu i dag, på sommaren till sig danssugna från när och fjärran. Dansbanan ”Torparrian” besöks både av finlandssvenska och välkända svenska dansband.

## Personer från Tenala
- Florus Toll (1776-1856) - militär, deltog i Finska kriget.

## Sevärdheter

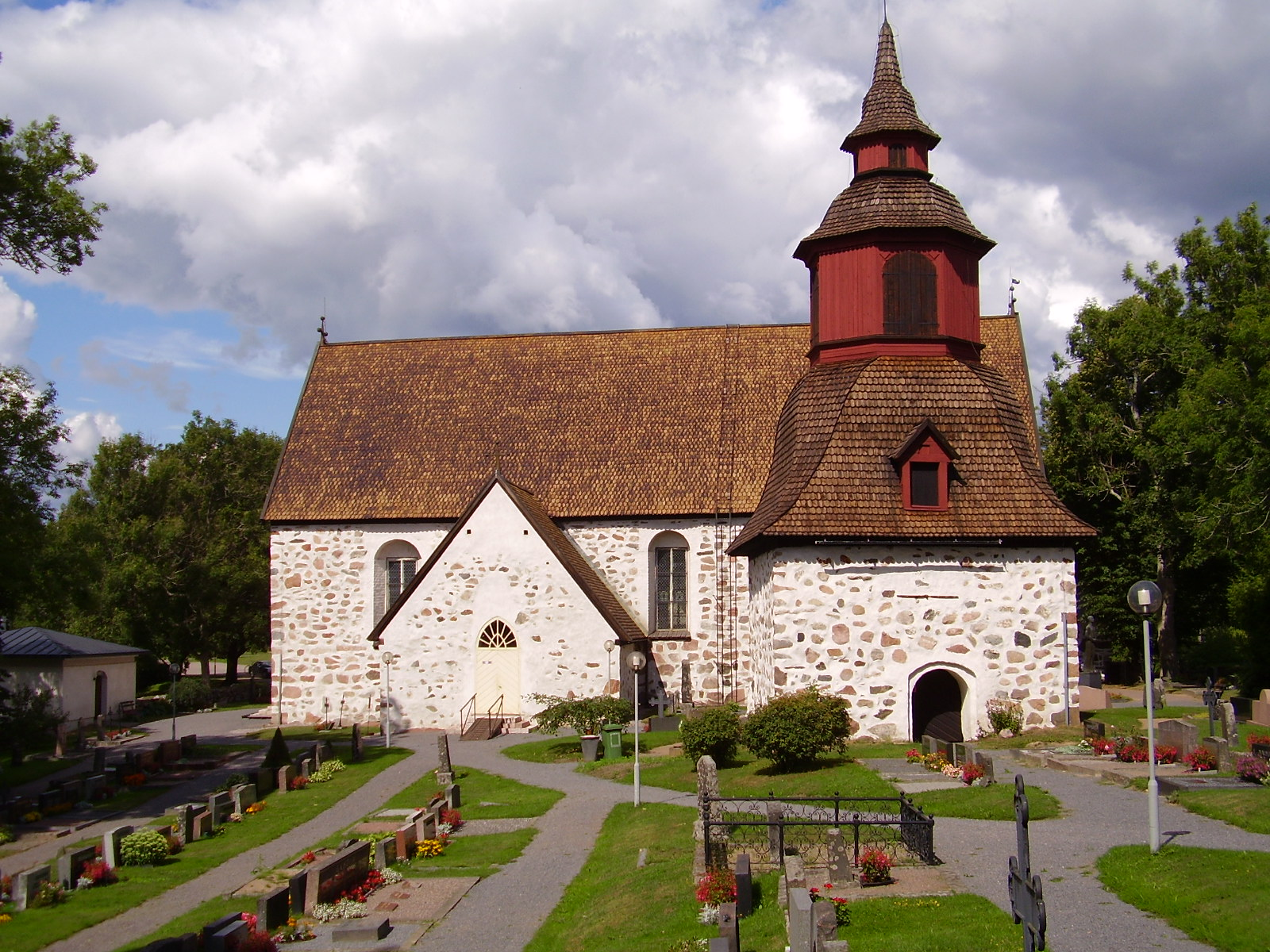
Tenala kyrka.

- Tenala kyrka i gråsten uppges vara byggd 1329 (årtalet osäkert). Tenala församling tillhör Borgå stift i Finlands evangelisk-lutherska kyrka. Församlingen har cirka 2 150 medlemmar.
- Tenala hembygdsmuseum[10].

## Kommunikationer
Till och från Tenala går det att ta sig med bil och buss. Bland de viktigaste vägarna kan nämnas en stamväg och en förbindelseväg. 
- Stamväg 52 som löper mellan Ekenäs och Jockis passerar Tenala.
- Från Bromarv utgår ”Förbindelseväg 1081” till Stamväg 52 via Tenala.

## Historiska orter i Tenala-Bromarf före detta socken
Byar tillhörande Tenala-Bromarf före detta socken uppräknade i kyrkoböckerna (anges inom parentes alternativa stavning eller "underbyar"): Alaspää, Barkkala, Bergby, Björknäs, Bodal, Bondböle, Bonäs, Bålarbacka (Klockarbacka), Dal (Dahl), Degergård, Dotterböle, Fastarby, Finby (Gråböle), Finby-Gränd, Frankböle, Gamsböle, Gennarby, Germundby, Gretarby, Grind, Grop, Gumböle, Gundby, Hangist, Harparskog, Holm, Hulta, Hylta, Hällsby, Härjentaka, Högböle, Hölklöt, Holm (Possenäs), Hulta, Hylta, Härjentaka, Ingvalsby, Jordansby, Kallby, Karsby, Kesuböle, Koskis, Kotkaranta (Sevalsböle), Koverhar, Krokby, Kulla, Kvigos, Kyrkbacka, Kälkala, Knopkägra (Ögonvik), Kägra (Pålarv), Lappvik, Lindsby, Lindö, Lunkböle, Långstrand, Mail, Malarby, Mälsarby, Olsböle (Hällsaby), Ovanmalm, Prästgården (Pappila), Perskomböle, Prästkulla (Heinlax), Pölckå (Överpölckå, Ytterpölckå), Romby, Rådsby (Rådby), Rörsby, Sattala, Seuko, Siggby, Sillböle, Skallböle, Skarsböle, Skinnarby Skogby, Skogsböle, Skäggböle, Smedsede, Spjutsböle, Stocksböle, Svedja, Svedjekulla (Guntaböle), Svenskby, Tapels, Tenala (Kyrkbacka, Kyrkmalm), Trollshovda, Tronsböle, Undermalm, Vikby, Vimonböle, Västankärr.

## Politik

### Mandatfördelning i Tenala kommun, valen 1976–1988
| 8 | 13 |

| 8 | 13 |

| 7 | 14 |

| 7 | 1 | 13 |